# Louis-Marie-Joseph Maximilian Caffarelli du Falga
Louis-Marie-Joseph Maximilian Caffarelli du Falga (Alta Garonna, 13 febbraio 1756 – Egitto, 27 aprile 1799) è stato un generale francese. I suoi fratelli più giovani Marie-François Auguste de Caffarelli du Falga (1766–1849) e Louis-Marie-Joseph Caffarelli (1760–1845) furono entrambi generali come lui.

## Biografia
Maggiore fra dieci fratelli, rifiutò il diritto (che la primogenitura gli conferiva) di tenere per sé la maggior parte dell'eredità paterna. 
Era in servizio sotto Jean-Baptiste Kléber nell'esercito di Sambre-et-Meuse quando perse la gamba sinistra giacché questa fu colpita una palla di cannone il 27 novembre 1797. Ma continuò il suo servizio con una gamba di legno e seguì Kléber nella campagna d'Egitto. 
Accompagnando Napoleone in questa campagna era con lui quando sbarcò a La Valletta per occupare Malta il 12 giugno 1798. Poiché, come gli altri generali francesi, era colpito dalle difese della città, disse a Napoleone «Sulla mia parola, Generale, è una fortuna che ci sia qualcuno in città che ci apra i cancelli».
Venne eletto membro della sezione di economia politica dell'Institut d'Égypte il 13 febbraio 1799 nella classe di scienze morali e politiche e fece parte della commissione per la redazione delle norme dell'Istituto. Accompagnò anche Napoleone in una ricerca per tracciare il percorso di quello che poi sarebbe stato il canale di Suez.

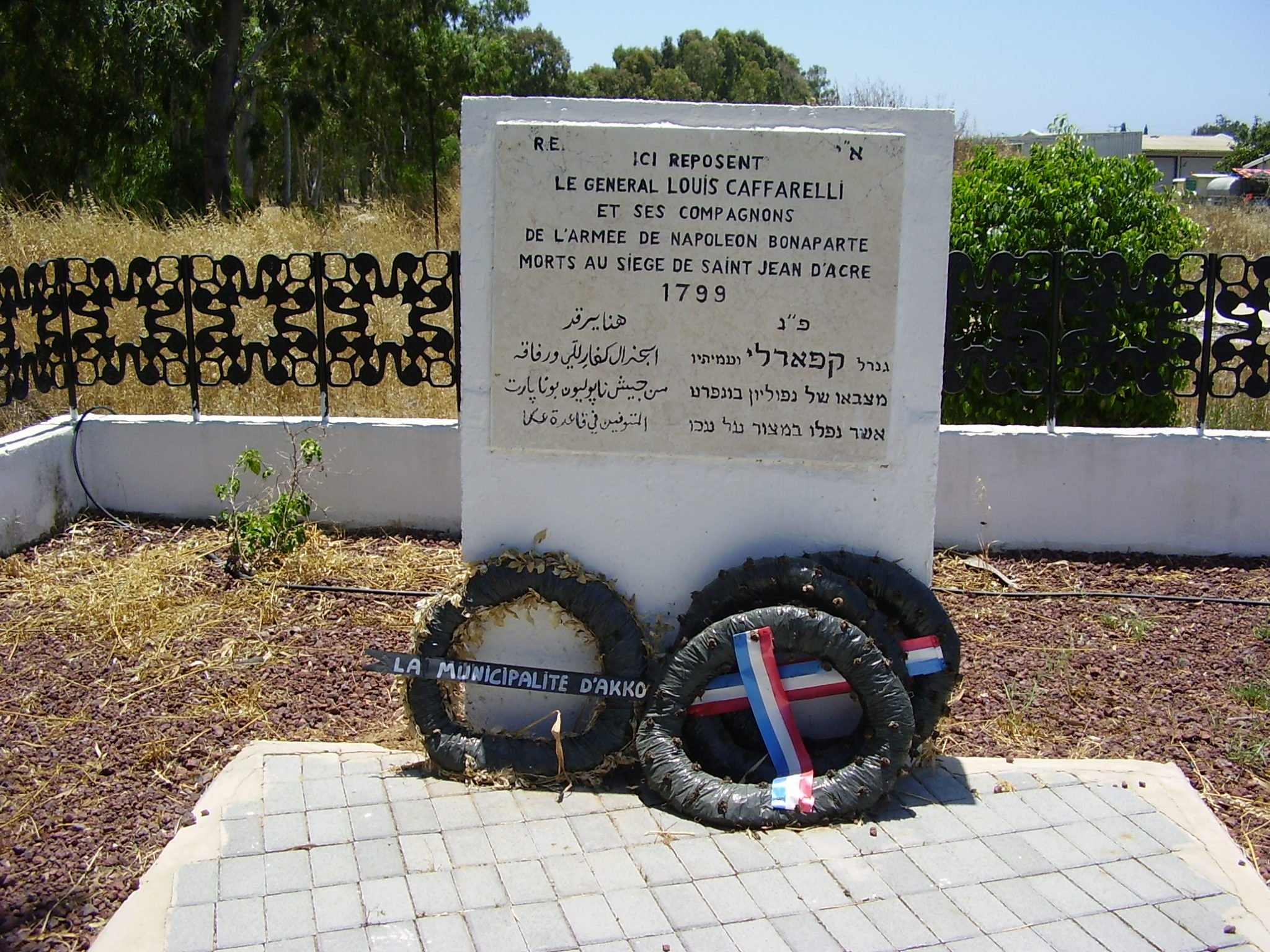
Tomba del generale Caffarelli ad Acri.

In seguito gli dovettero amputare il braccio destro quando il gomito fu colpito da un proiettile il 24 aprile 1799 durante l'assedio di Acri. Stava appena iniziando ad imparare a scrivere con la mano sinistra quando fu colpito da una gangrena che causò la febbre che lo portò alla morte. Napoleone scrisse in suo onore «Il nostro dolore universale accompagna il generale Caffarelli al sepolcro; l'esercito ha perso uno dei suoi comandanti più coraggiosi. L'Egitto uno dei suoi legislatori, la Francia uno dei suoi migliori cittadini e la scienza, un illustre studioso».